# Miranda Lambert
Miranda Lambert   (Longview, 10 de novembre de 1983), de nom complet Miranda Leigh Lambert, és una cantautora de música country estatunidenca. Esdevingué famosa el 2003 quan va acabar entre els finalistes de la temporada d'aquell any del programa musical de televisió Nashville Star. Coneguda sobretot com a solista actualment, és també membre del grup femení Pistol Annies. D'ençà el començament de la seva carrera Lambert ha rebut diversos premis com ara els Premis Grammy, els Premis de l'Acadèmia de Música Country i els Premis de l'Associació de Música Country.
Entre 2011 i 2015 va ser l'esposa del també cantant de country Blake Shelton.

## Discografia
- Miranda Lambert (2001)
- Kerosene (2005)
- Crazy Ex-Girlfriend (2007)
- Revolution (2009)
- Four the Record (2011)
- Platinum (2014)
- The Weight of These Wings (2016)
- Wildcard (2019)
- Palomino (2022)

## Guardons
Premis
- 2015: Grammy al millor àlbum de country

Nominacions
- 2011: Grammy al millor àlbum de country
- 2013: Grammy al millor àlbum de country